# Paulina od Serca Jezusa
Paulina od Serca Jezusa Konającego, Łucja Amabile Wisenteiner (ur. 16 grudnia 1865 w Vigolo Vattaro, zm. 9 lipca 1942) – święta Kościoła katolickiego, założycielka Zgromadzenia Małych Sióstr Niepokalanego Poczęcia.
Pochodziła z ubogiej rodziny. Urodziła się w miejscowości Vigolo Vattaro w dzisiejszych Włoszech (wówczas Cesarstwo Austriackie). W 1875 roku wraz z rodziną wyemigrowała do Brazylii. Na edukację dziecka wpływ mieli jezuici. Jej zaangażowanie w działalność charytatywną datowana jest od momentu przyjęcia pierwszej komunii świętej. Opiekowała się kaplicą na terenie parafii, i brała aktywny udział w katechizacji. W 1890 roku za zgodą rodziny i duszpasterza Marcelego Rochi SJ opuściła dom, by troszczyć się o kobietę chorą na raka, co ukierunkowało jej późniejsze poczynania. Pięć lat później biskup Kurytyby José de Camargo Barros zatwierdził nowe zgromadzenie zakonne Małych Sióstr Niepokalanego Poczęcia wł. Filiae ab Immaculata Conceptione. Za główny cel działania zgromadzenia siostry obrały opiekę nad sierotami. Za namową Alojzego Marii Ross SJ w 1903 roku wyjechała do São Paulo, gdzie założyła hospicjum i została Przełożoną Generalną zgromadzenia. Od 1909 roku, pozbawiona stanowiska na skutek pomówień, pracowała w kuchni, ale w 1918 roku zaangażowana została do pracy nad formacją nowicjuszek. W 1934 poddała się amputacji prawej dłoni (w wyniku postępującej choroby). W następstwie zmian wywołanych cukrzycą straciła rękę i prawie całkowicie wzrok.
Przed śmiercią wywołaną długą chorobą powiedziała: „Dobiega końca moja misja. Umieram szczęśliwa”.
Beatyfikacji dokonał w São Paulo papież Jan Paweł II 18 października 1991, a 19 maja 2002 w Rzymie kanonizował.